# Amphibolurus norrisi
Amphibolurus norrisi là một loài thằn lằn trong họ Agamidae. Loài này được Witten & Coventry mô tả khoa học đầu tiên năm 1984.